# Parafia św. Stanisława Kostki w Staten Island
Parafia św. Stanisława Kostki w Staten Island (ang. St. Stanislaus Kostka Parish) – parafia rzymskokatolicka położona w Staten Island, w hrabstwie Richmond, stanu Nowy Jork, Stany Zjednoczone.
Jest ona wieloetniczną parafią w archidiecezji Nowy Jork, z mszą św. w j. polskim dla polskich imigrantów.
Ustanowiona w 1923 roku i dedykowana św. Stanisławowi Kostce.